# Garaeus karykina
Garaeus karykina là một loài bướm đêm trong họ Geometridae.